# Lorenz Roder
Lorenz Roder (* 25. Januar 1881; † 1958) war ein deutscher Jurist. Er wurde vor allem bekannt als Verteidiger von Adolf Hitler im Prozess gegen die Anführer des Hitlerputsches vom November 1923 vor dem Münchener Volksgericht im Jahr 1924.

## Leben und Wirken
Nach dem Studium der Rechtswissenschaften ließ Roder sich als Rechtsanwalt in München nieder.
Nach dem Ersten Weltkrieg übernahm er wiederholt die Verteidigung von rechtsradikalen Aktivisten in Prozessen vor den in den ersten Nachkriegsjahren bestehenden Volksgerichten in München. So verteidigte er im Mai 1923 einige der aus den Reihen der nationalsozialistischen SA kommenden Teilnehmer am Sturm auf das Hotel Grünwald im Januar 1923 in einem Prozess vor dem Volksgericht I gegen den Vorwurf des Landfriedensbruches. Damals hatte eine große Volksmenge einen gewaltsamen Überfall auf ein Münchener Hotel verübt, in dem die Menge französische Offiziere vermutete (Frankreich hatte kurz zuvor das Ruhrgebiet militärisch besetzt), und dabei das Hotel schwer verwüstet, wobei ein Sachschaden von sechs Millionen Reichsmark entstanden war.
Nach dem gescheiterten Hitler-Putsch vom November 1923, bei dem die NSDAP und einige andere rechtsextreme Organisationen versucht hatten, von München aus die Staatsgewalt im Deutschen Reich auf gewaltsamem Wege an sich zu reißen, wurde Roder Rechtsbeistand von drei der Rädelsführern des Umsturzunternehmens: Adolf Hitler, Wilhelm Frick und Ernst Pöhner. Im Dezember 1923 trug er dazu bei, den damals im Hungerstreik befindlichen Hitler dazu zu bewegen, dieses Unterfangen einzustellen. Im großen Prozess von 1924 („Hitler-Prozess“) vertrat Roder die genannten drei Personen vor dem Münchener Volksgericht.
Zur Zeit des Nationalsozialismus wurde Roder 1938 zum Justizrat ernannt. Im zweiten Weiße-Rose-Prozess vor dem Volksgerichtshof war Roder Wahlverteidiger von Kurt Huber, bis er nach Verlesung des Flugblattes empört das Mandat niederlegte.
Im Jahr 1948 wurde Roder im Rahmen der Entnazifizierung von einer Spruchkammer als Minderbelasteter eingestuft.